# Carmen Arrufat Blasco
Carmen Arrufat Blasco (Castelló de la Plana, 11 d'octubre de 2002) és una actriu valenciana, coneguda pel seu personatge de Lis a la pel·lícula La innocència (2019). Per aquesta interpretació va rebre la nominació a millor actriu revelació en els Premis Goya 2019.

## Biografia
Carmen va nàixer a Castelló de la Plana l'11 d'octubre del 2002. Es va formar a l'Escola Municipal de Teatre de Castelló. Posteriorment, va rebre classes a l'acadèmia d'interpretació Aula, Cine i TV de Castelló, on va trobar el càsting de la pel·lícula La innocència.
Es va presentar al càsting de la pel·lícula amb tan sols 15 anys gràcies al suport suport d'una companya, i va ser triada per interpretar a Lis, la protagonista: «Jo estava en una època en què volia anar-me'n a València a estudiar batxillerat artístic però no vaig poder, estava desanimada i no volia presentar-me al càsting, però una companya em va animar i vaig enviar un vídeo de presentació». Va haver de mentir sobre la seua edat per aconseguir el paper, ja que s'exigia tindre almenys 16 anys. Per la seua interpretació, va ser nominada com actriu revelació als premis Goya i va guanyar el premi a la millor actiu en els Premis de l'Audiovisual Valencià.
Posteriorment es va traslladar a Madrid i va ser seleccionada per al paper de Lena Vallejo a la sèrie de televisió de TVE HIT. Durant la pandèmia per Covid-19 va interpretar el paper d'una jove confinada a sa casa a Diarios de la cuarentena, en la qual els actors gravaven des de les seues pròpies cases.
L'octubre del 2020 es va incorporar a la sèrie de Movistar+ Todos mienten, amb el personatge de Natalia. El 2022 es va anunciar que formaria part del repartiment de la sisena temporada de la sèrie de Netflix Élite.

## Filmografia

### Cinema
| Any  | Títol           | Personatge | Direcció      |
| ---- | --------------- | ---------- | ------------- |
| 2019 | La innocència   | Lis        | Lucia Alemany |
| 2019 | Nada será igual | Joana      | Víctor Antolí |

### Televisió
| Any             | Títol                 | Personatge                 | Cadena    | Nombre episodis |
| --------------- | --------------------- | -------------------------- | --------- | --------------- |
| 2020            | Diarios de cuarentena | Carmen                     | La 1      | 8 episodis      |
| 2020-actualitat | HIT                   | Elena "Lena" Vallejo Posse | La 1      | 21 episodis     |
| 2022            | Todos mienten         | Natalia                    | Movistar+ | 5 episodis      |
| 2023            | Élite                 |                            | Netflix   |                 |